# Emmer-Compascuum
Emmer-Compascuum (Drents: Emmer-Compas) is een dorp gelegen in de gemeente Emmen, provincie Drenthe (Nederland). Het ligt 11 kilometer ten oosten van de plaats Emmen. Emmer-Compascuum betekent de gemeenschappelijke weide van Emmen.

## Geschiedenis
Toen in de negentiende eeuw de venen in de rest van het land grotendeels vergraven waren, bleef in het noordoosten van Nederland nog een stuk hoogveen onberoerd. Dit veengebied werd in het westen begrensd door de Hondsrug en in het oosten door de Duitse grens. Het Nederlandse deel van het hoogveen maakte deel uit van een groter gebied: Bourtangermoeras. Vanuit het noorden, westen en het zuiden werd vanaf de tweede helft van de 19e eeuw in de richting van het huidige Emmer-Compascuum gegraven. In het zuiden is Emmer-Compascuum begrensd door het Oranjekanaal en in het noorden watert Emmer-Compascuum af op het Stadskanaal. Dwars door Emmer-Compascuum liep het veenbeekje de Runde, dat gedempt werd toen het veen met kanalen werd ontwaterd. Deze beek is vanaf 2004 weer zo veel mogelijk, al meanderend, in de oorspronkelijke bedding terug gegraven. Het werd vervolgens ontwikkeld als natuurgebied.
In 1907 kreeg Emmer-Compascuum een stoomtram toen de DSM haar station er opende. De lijn tussen Klazienaveen en Ter Apel werd op 9 april 1940 weer opgeheven.

## Landschappelijke en economische structuur
Emmer-Compascuum is een typische veenkolonie. Het dorp is voornamelijk gebouwd langs de kanalen Hoofdkanaal, Kanaal-A, Kanaal-B, Scholtenskanaal, Oosterdiep, Westerdiep en Kanaal-C, de latere Schuttingslaan, die gebruikt werden voor ontwatering van het moeras en vervoer van het gewonnen veen. Haaks op de kanalen lopen de wijken. De wijken verdeelden het moeras in even grote langgerekte percelen. Vanuit die wijken werden weer sloten gegraven die het veen ontwaterden om gestoken te worden. Met deze systematische wijze van winning werd een veenpakket van ongeveer 3 meter vergraven. De veenarbeiders die in Emmer-Compascuum te werk gesteld werden, kwamen uit alle delen van het land. De meeste van hen waren met de veencompagnies meegetrokken vanuit Friesland en Groningen.

## Na de vervening
Toen het veen afgegraven was, vertrokken veel veenarbeiders weer. Emmer-Compascuum verloor zo in korte tijd bijna de helft van zijn bevolking. Om werkgelegenheid te scheppen, werden er steenfabrieken gebouwd. Die baksteenfabrieken zijn later gesloten. Na de baksteenindustrie kwam de kunstzijde-industrie van de AKU, later veranderd in de ENKA en weer later omgedoopt tot AKZO. Na het verdwijnen van het laatstgenoemde bedrijf stonden in 1977 de bedrijfsgebouwen leeg. Ten slotte vestigde er zich het Nederlands Productielaboratorium voor Bloedtransfusieapparatuur en Infusievloeistoffen (NPBI). Deze fabriek produceert katheters, bloedzaksystemen en buizen voor bloedtransfusie en plasma. Het NPBI was de grootste werkgever in Emmer-Compascuum. Sinds 1997 is het NPBI onder de naam Fresenius HemoCare Netherlands B.V. onderdeel van het internationale, in Duitsland gevestigde, concern Fresenius Kabi AG.
Met de nieuwe bestaansmiddelen, industrie en landbouw, begon de bevolking weer gestaag te groeien. Emmer-Compascuum kreeg zelfs als eerste in de gemeente Emmen een bioscoop: Abeln Bioscoop, ook wel bekend als Rex theater. In 1979 vierde Emmer-Compascuum zijn 100-jarig bestaan. In 2008 werden de kanalen die 30 jaar eerder gesloten werden weer geopend voor scheepvaart. De pleziervaart kan weer rechtstreeks naar Groningen, via Emmer-Compascuum of naar Duitsland.

## Hulpdiensten

### Ambulance
De post Emmen-Noord is gevestigd achter Heli Holland aan Kanaal B in Emmer-Compascuum en heeft onder andere het gebied Emmen Oost, de wijken Emmerhout en Angelslo, Emmer-Compascuum, Roswinkel en Nieuw-Weerdinge als uitrukgebied. De ambulancepost heeft enige tijd bij de hulpverleningspost aan de Kijlweg gezeten maar is om strategische redenen verplaatst.

### Vrijwillige Brandweer
Emmer-Compascuum beschikt over een post met vrijwillige brandweer. Deze is gevestigd aan de Kijlweg 1 in Emmer-Compascuum.

### Politie
De politiepost was voorheen enkele uren per week geopend in de hulpverleningspost aan de Kijlweg in Emmer-Compascuum. Daarna kwam er een spreekuur in het MultiFunctioneel Centrum aan de Spoel 151 te Emmer-Compascuum.

## Onderwijs
Scholen in Emmer-Compascuum:
- De Runde
- De Meent (vroeger bekend als School 1)
- De Hoeksteen
- De Bente
- De Dreef (in Emmer-Erfscheidenveen)
- De Braakhekke
- De Triangel (in Emmer-Erfscheidenveen)

## Sport
- Dans- en gymvereniging Unido
- Handbalvereniging DOS (Door Oefening Sterk); de vereniging speelt in de sporthal de Klabbe. Het damesteam speelde in de Eredivisie en in het seizoen 2015/2016 ook in de Europa Cup. Het herenteam speelt in de Hoofdklasse
- Voetbalvereniging VV C.E.C. (Compas Erfscheidenveen Combinatie) op sportpark de Runde; de vereniging speelt in de 4e klasse Zaterdag.
- Volleybal SSS (Sport Staalt Spieren)
- Zaalvoetbalvereniging DOSKO (Door Onderling Samenwerking Komt Overwinning)

## Trivia
- Aan het marktplein in Emmer-Compascuum werd in de jaren negentig, als publiek-privaat project (PPS), een appartementencomplex voor ouderen De Spil gerealiseerd.
- In de KRO-televisieserie Toen was geluk heel gewoon speelde Mouna Goeman Borgesius de rol van Zus Stokvis-Mollema, die vaak over haar jeugd in Emmer-Compascuum sprak.